# Yorkville, Wisconsin
Yorkville là một thị trấn thuộc quận Racine, tiểu bang Wisconsin, Hoa Kỳ. Năm 2010, dân số của thị trấn này là 2.976 người.